# Sorbitz
Die Sorbitz ist ein 11 Kilometer langer Nebenfluss der Schwarza im Landkreis Saalfeld-Rudolstadt in Thüringen. Sie durchfließt das Thüringer Schiefergebirge.
Die Sorbitz hat zwei Quellflüsse: die Weiße Sorbitz, ihre Quelle liegt im Osten in der Gemeinde Saalfelder Höhe und die Schwarze Sorbitz im Westen, die bei Meura entspringt. Die Schwarze Sorbitz durchfließt Rohrbach, bevor sie sich bei Döschnitz (von der Weißen Sorbitz durchflossen) mit der Weißen Sorbitz vereinigt. Anschließend durchfließt die Sorbitz eine etwa 300 Meter tiefe Klamm, bevor sie bei Sitzendorf rechts in die Schwarza einmündet.
Erstmals schriftlich erwähnt wurde die Sorbitz 1417 (Sorowitz).